# Nickel(II) hydroxide

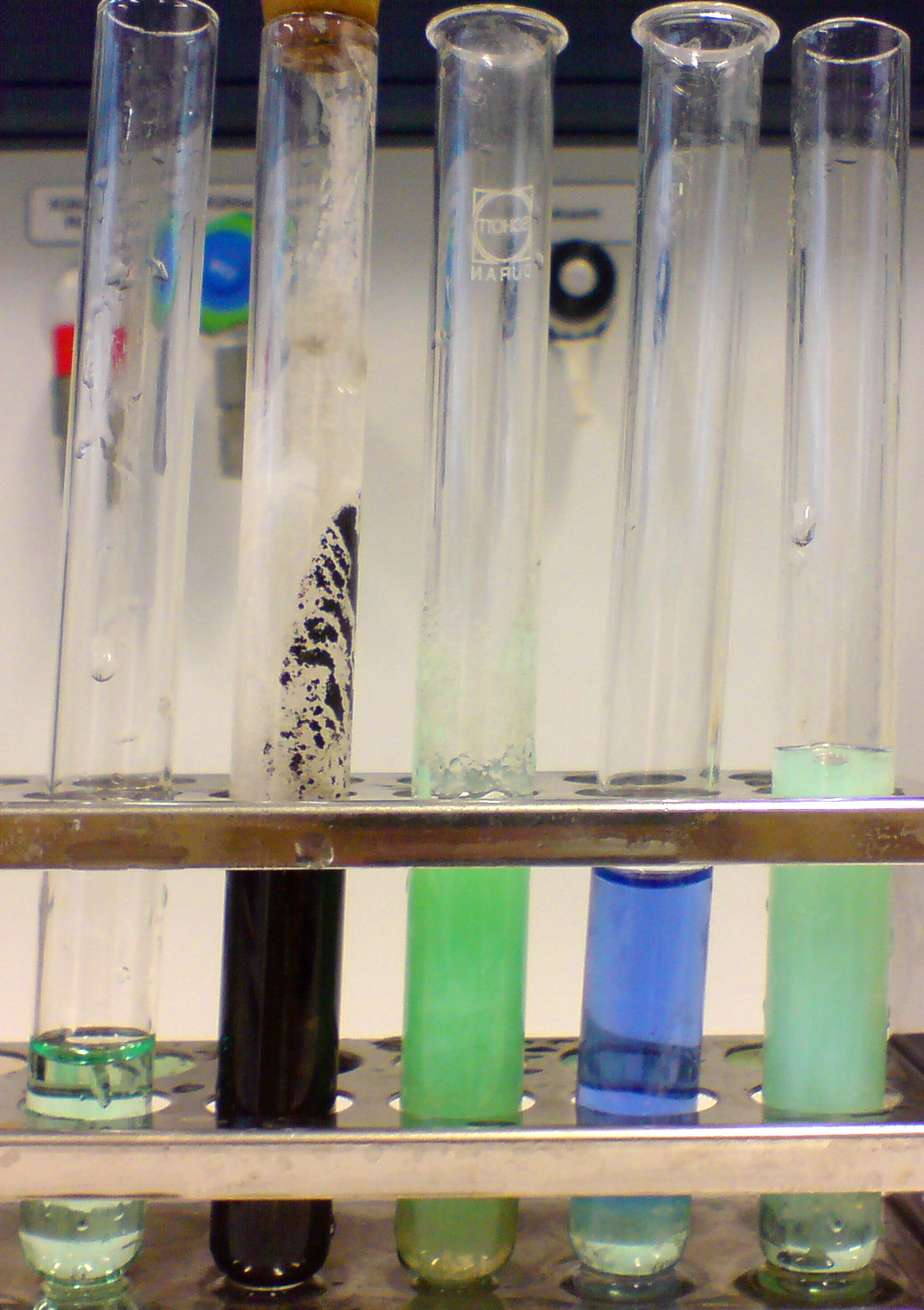
Ống nghiệm ở giữa có chứa kết tủa nickel(II) hydroxide

Nickel(II) hydroxide là một hợp chất vô cơ với công thức hóa học Ni(OH)2. Nó là một chất rắn màu xanh lá cây, hòa tan trong amonia tạo phức amin và phản ứng với acid. Nó là chất điện hóa, được chuyển đổi thành nickel(III) oxy-hydroxide, dẫn đến ứng dụng rộng rãi trong pin sạc.

## Tính chất
Nickel(II) hydroxide có hai dạng cấu hình đặc trưng là α và β. Cấu trúc α bao gồm các lớp Ni(OH)2 với anion intercalated hoặc nước. Hình thức β thông qua một cấu trúc chặt chẽ lục giác của ion Ni2+ và OH−. Khi có sự hiện diện của nước, đa hình α thường kết tinh lại thành dạng β.. Ngoài các polymorphs α và β, một số nickel hydroxide như γ đã được tìm thấy, được phân biệt bởi các cấu trúc tinh thể với khoảng cách giữa các tấm lót lớn hơn nhiều.
Khoáng vật của Ni(OH)2, theophrastit, lần đầu tiên được xác định trong vùng Vermion ở phía bắc Hy Lạp, vào năm 1980. Nó được tìm thấy trong tự nhiên như một tinh thể màu xanh ngọc lục bảo mờ trong những tấm mỏng gần các ranh giới của các tinh thể idocras hoặc clorit. Một biến thể nickel-magnesi của khoáng vật (Ni, Mg)(OH)2 đã được khám phá trước đây tại Hagdale trên đảo Unst ở Scotland.

## Phản ứng
Nickel(II) hydroxide thường được sử dụng trong bình ắc quy điện. Cụ thể, Ni(OH)2 dễ dàng bị oxy hóa thành nickel(III) oxy-hydroxide, NiOOH, kết hợp với phản ứng khử, thường là của một hydride của kim loại (phản ứng 1 và 2).
Phản ứng 1: Ni(OH)2 + OH− → NiO(OH)  +  H2O + e−
Phản ứng 2: M + H2O + e− → MH + OH−
Phản ứng thực tế: (trong H2O) Ni(OH)2 + M → NiOOH + MH
Trong hai dạng, α-Ni(OH)2 có năng lực lý thuyết cao hơn và do đó thường được xem là thích hợp hơn trong các ứng dụng điện hóa.. Tuy nhiên, nó biến đổi thành β-Ni(OH)2 trong các dung dịch kiềm, dẫn đến nhiều cuộc điều tra về khả năng ổn định điện cực α-Ni(OH)2 cho các ứng dụng trong công nghiệp.

## Tổng hợp
Việc tổng hợp đòi hỏi phải xử lý các dung dịch của muối nickel(II) bằng kali hydroxide.

## Độc hại
Ion Ni2+ là chất gây ung thư được biết đến. Các mối quan tâm về tính độc hại và an toàn liên quan đã thúc đẩy nghiên cứu tăng mật độ năng lượng của điện cực Ni(OH)2, chẳng hạn như bổ sung calci hydroxide hoặc cobalt(II) hydroxide.

## Hợp chất khác
Ni(OH)2 còn tạo một số hợp chất với NH3, như chất rắn màu dương hexamin Ni(OH)2·6NH3.
Ni(OH)2 còn tạo một số hợp chất với N2H4, như Ni(OH)2·2N2H4·2H2O là tinh thể màu xanh ngọc lam (?).
Ni(OH)2 còn tạo một số hợp chất với NH2OH, như Ni(OH)2·2NH2OH là chất rắn màu xanh dương có cấu trúc polyme.